# Semis
Der Semis (lat. „ein halber“) ist eine altrömische Maßeinheit.
Er kommt als Gewicht (½ libra = 163,7 g), als Längenmaß (½ pes = 148 mm) und als Flächenmaß (½ iugera = 1260 Quadratmeter) vor.

## Kupfermünze

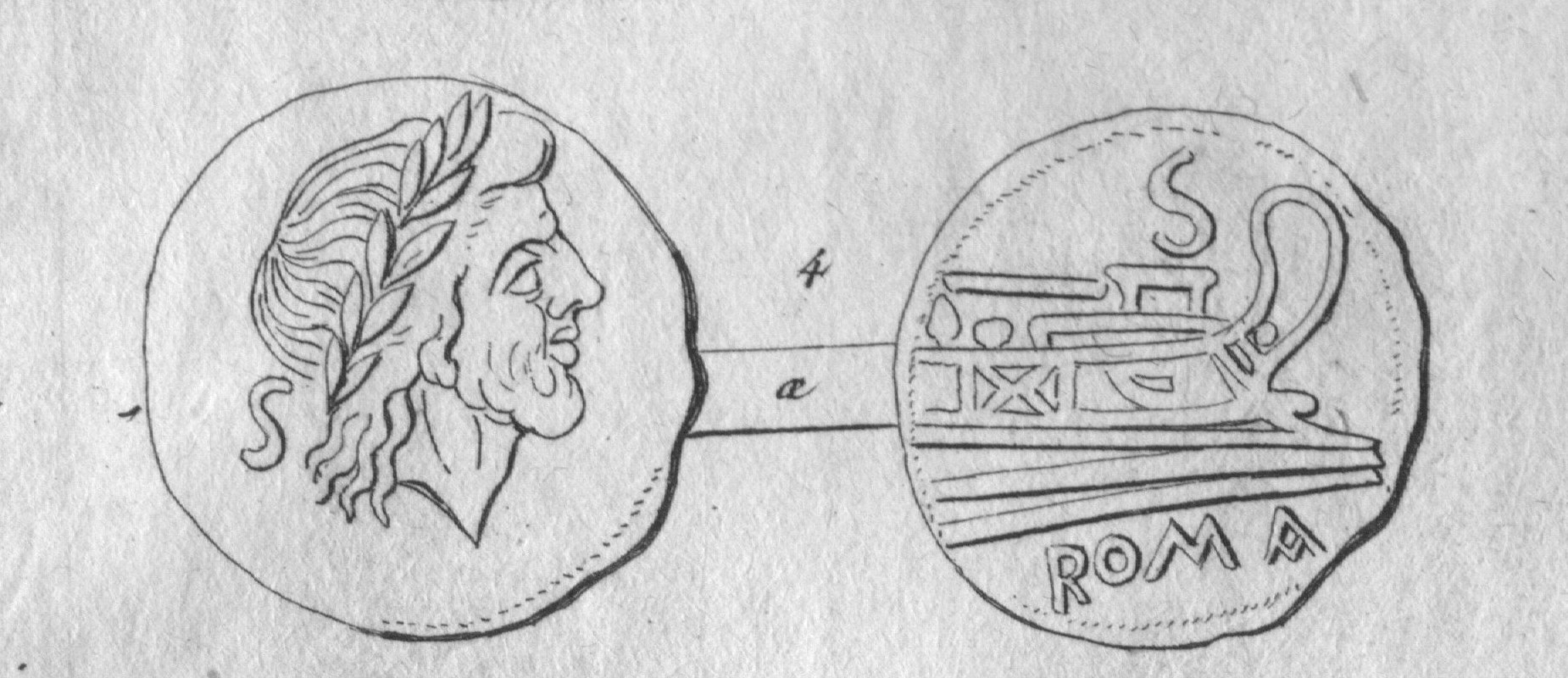
Ein Semis (= eines Asses). Das S bezeichnet den Wert der Münze. Rechts unter der Wertangabe der Bug einer Galeere, links mit dem Kopf des Saturn.

Als römische Kupfermünze entspricht er einem halben As. Die Prägung wurde schon im 1. Jahrhundert n. Chr. eingestellt.

### Wertigkeiten der Münzen (Kaiserzeit)
- Aureus (Gold) = 25 Denare (Silber)
- Denar = 4 Sesterze (Messing)
- Sesterz = 2 Dupondien (Messing)
- Dupondius = 2 Asse (Kupfer/Bronze)
- As = 2 Semes (Messing)
- Semis = 2 Quadrans (Kupfer/Bronze)